# Paulinum (Universidad de Leipzig)
El Paulinum, en su nombre completo Paulinum - Aula y la Iglesia de la Universidad St. Pauli, es un moderno edificio emblemático de la Universidad de Leipzig, situado en la ciudad homónima, Alemania.

## Descripción
Ubicado en la plaza Augustusplatz, fue construido entre 2007 y 2017 según los planes del arquitecto holandés Erick van Egeraat en el lugar donde la Iglesia de San Pablo (Paulinerkirche) había estado hasta su destrucción el 30 de mayo de 1968. El Paulinum, como un edificio de propiedad de la universidad, une bajo su techo a los institutos científicos y la iglesia universitaria. A partir de esto, el auditorio se puede separar mediante una partición transparente (pared de vidrio).

La finalización del edificio se planeó originalmente para el año jubilar de la universidad en 2009, pero hasta entonces solo se realizó parcialmente. Para la celebración del 600 aniversario en diciembre de 2009, al final solo se pudo acceder a la concha. Al final de la construcción en 2017, el costo de la nueva construcción aumentó a un total de 117 millones de euros y, por lo tanto, se duplicó en comparación con la planificación original. El Augusteum adyacente ha estado en uso desde el semestre de verano de 2012. La inauguración oficial del Paulinum tuvo lugar en una ceremonia de tres días, del 1 al 3 de diciembre de 2017, con motivo del 608 aniversario de la Universidad de Leipzig.

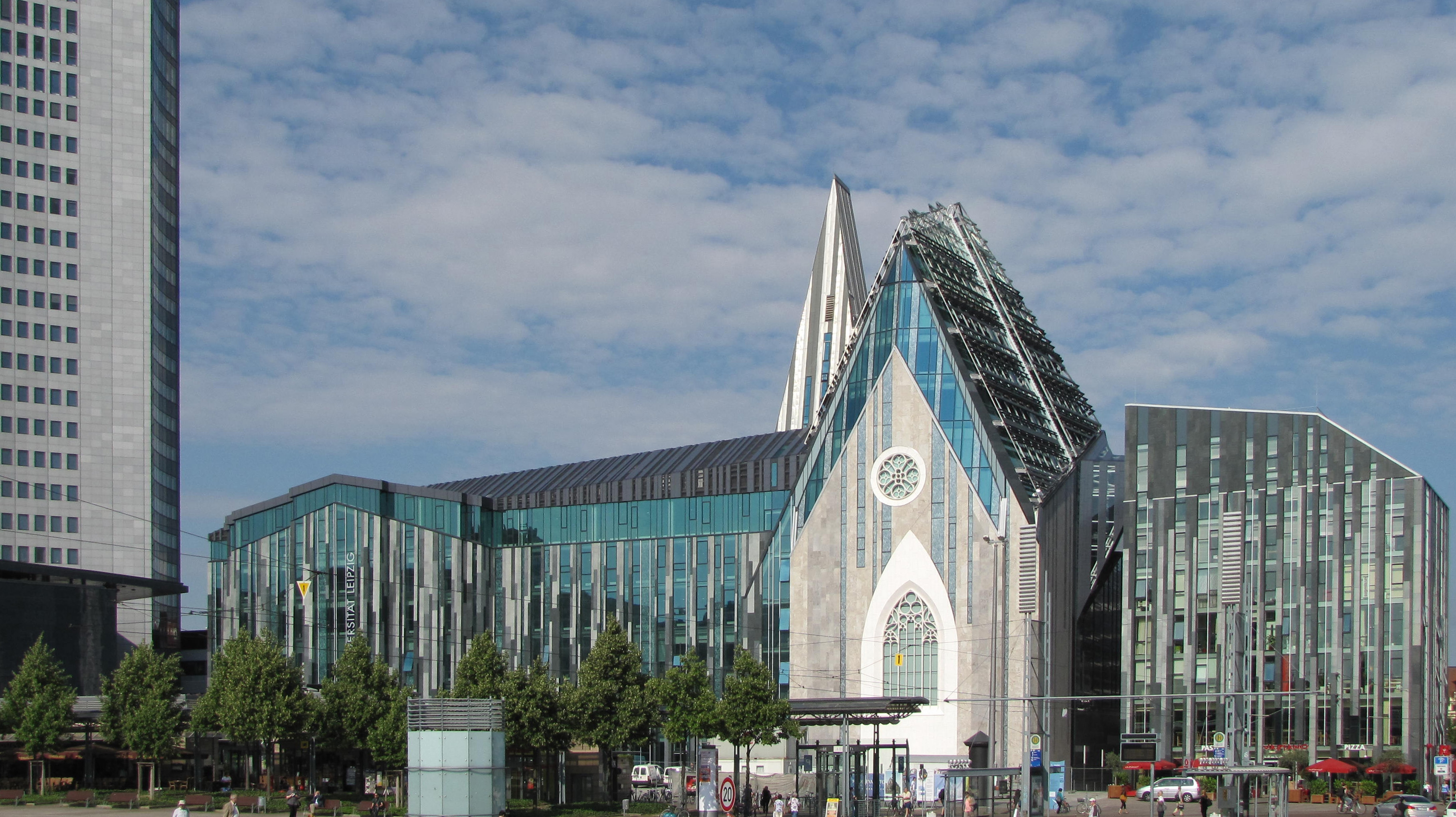
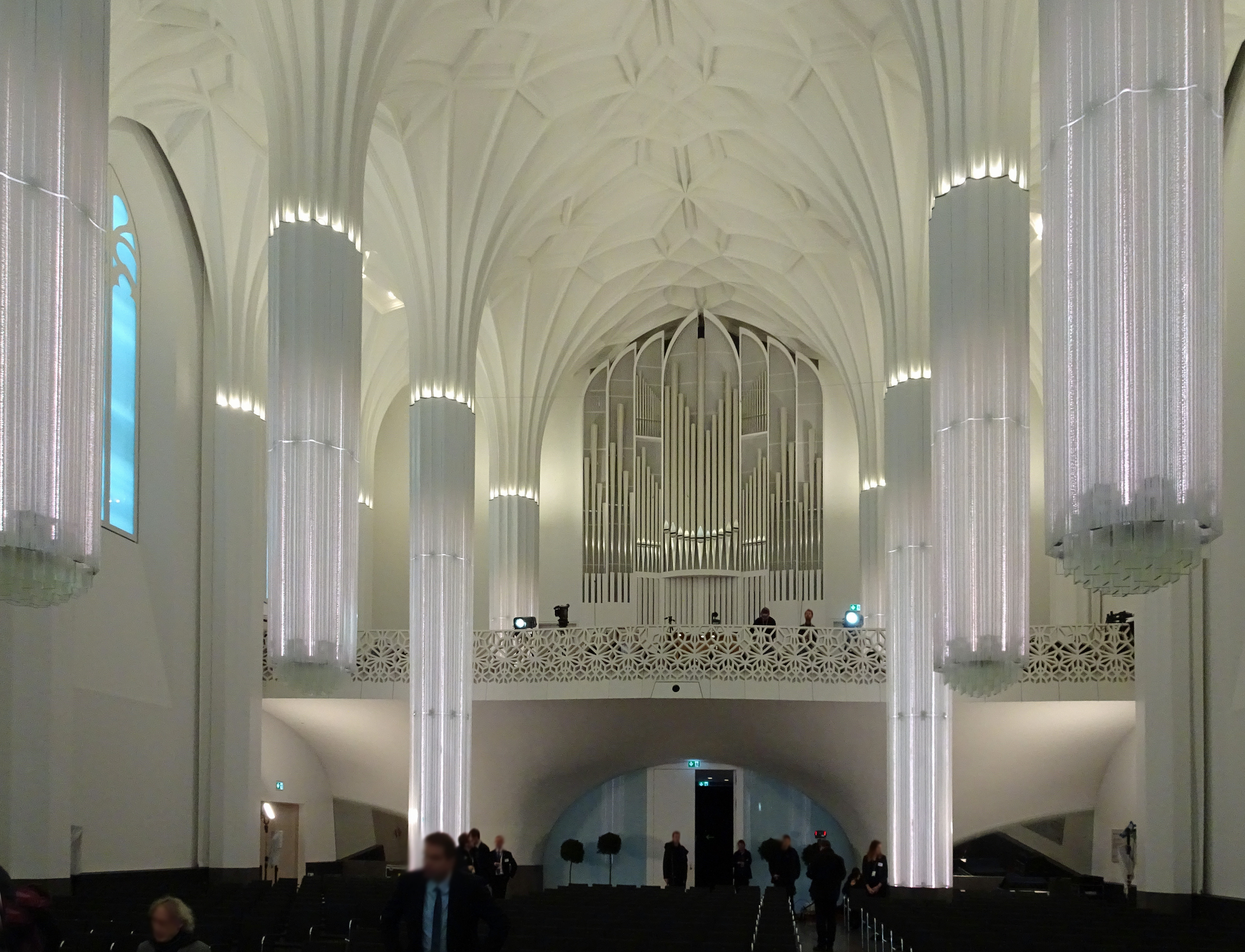